# Frank Fletcher (1855-1928)
Frank Friday Fletcher (Oskaloosa, 23 novembre 1855 – New York, 28 novembre 1928) è stato un ammiraglio statunitense, zio dell'ammiraglio della marina militare statunitense Frank J. Fletcher.
Laureatosi all'Accademia navale di Annapolis nel 1875, gestì l'operazione di sbarco a Veracruz, nel Messico, del 21-22 aprile 1914. Perciò venne insignito della Medal of Honor, la più alta onorificenza militare statunitense.
Nel 1915 venne nominato ammiraglio e comandante in capo della flotta statunitense nell'Atlantico.
Si ritirò nel 1919, dopo avere conseguito la Distinguished Service Medal al merito militare, per il servizio reso durante la prima guerra mondiale.